# SAMD5
SAMD5 (англ. Sterile alpha motif domain containing 5) – білок, який кодується однойменним геном, розташованим у людей на 6-й хромосомі. Довжина поліпептидного ланцюга білка становить 173 амінокислот, а молекулярна маса — 19 231.
| 10         |  | 20         |  | 30         |  | 40         |  | 50         |
| ---------- |  | ---------- |  | ---------- |  | ---------- |  | ---------- |
| MCTNIVYEWL |  | KALQLPQYAE |  | SFVDNGYDDL |  | EVCKQIGDPD |  | LDAIGVLAPA |
| HRRRILEAVR |  | RLREQDANAA |  | GLYFTLEPQP |  | APPGPPADAV |  | PTGRRGEPCG |
| GPAQGTRGDS |  | RGHTTAPRSR |  | ELVSYPKLKL |  | KIMIRDKLVR |  | DGIHLSKPPY |
| SRKVPMAGIL |  | EYLMNWPKSS |  | QSR        |  |            |  |            |

A: Аланін

C: Цистеїн

D: Аспарагінова кислота

E: Глутамінова кислота

F: Фенілаланін

G: Гліцин

H: Гістидин

I: Ізолейцин

K: Лізин

L: Лейцин

M: Метіонін

N: Аспарагін

P: Пролін

Q: Глутамін

R: Аргінін

S: Серин

T: Треонін

V: Валін

W: Триптофан